# NNNニュースジパング
『NNNニュースジパング』（エヌエヌエヌニュースジパング）は、1992年3月30日から2001年9月28日にかけて放送された日本テレビなどNNN加盟局のうち、テレビ宮崎を除く29局で平日朝に生放送されていたニュース番組である。

## 概要
｢ルンルンあさ6生情報｣・｢NNN朝のニュース｣を統合した『ジパングあさ6』の内の報道局主導によるニュースコーナーとして設置され、このため従来の『NNN朝のニュース』から改題された。『ジパング』のネット局・非ネット局関わらずこのコーナーのみネットセールスであること（『ジパングあさ6』自体はローカルセールス）、またNNN協定により必ずネットを受けなければならないという拘束力があるため、『ジパング』非ネット局でも本コーナーのみネットしていた。殊に四国放送では、『ジパング』打ち切り後は独立した番組として扱われた。1998年以降の後期では当番組と昨夜の「きょうの出来事」で使用したニュース映像が『ズームイン!!朝!』の「N.S.ヘッドライン」で使用（再利用）されていた。
番組の内容は『ジパングあさ6』司会担当と日本テレビ報道局キャスター室所属記者の2人で進行。通常のニュースに加えて記者の簡単な解説も織り込み、最後のフラッシュニュースではニューヨークの市況･為替情報を画面左上に掲載。担当記者は『あさ天5』（のちに『あさ天』担当は別の記者に）と『ルックルックこんにちは』のニュースコーナーも担当していた。
本編は6:16.05から5秒間ネットスポンサーの提クレを表示してから開始していた。
項目見出しは、番組開始から1995年ごろまでは光るパネル式が用いられていたが、1996年以降はディスプレイに表示する形に変更されている。
本編終了後の6:26から55秒間はローカル枠になっており、日本テレビでは関東地方の天気、その他の系列局は各地の天気予報等に充てていた。
2001年9月、『あさ天5』『ジパングあさ6』『ズームイン!!朝!』を統合した『ズームイン!!SUPER』の開始に伴い本番組は終了。『NNNニュースSUPER』が後継にあたる。
当コーナーではネットスポンサーが付いており、『ジパング』のネット局・非ネット局関わらずこのコーナーの前後には中継カメラの映像と共にネットスポンサーの提クレが表示するとともにコメントが入る。ネットスポンサーのCMはローカル枠終了後の6:26.55から60秒に集約、ネットスポンサーのCM終了後、ジャンクションとして6:27.55から5秒間、ネットスポンサーの提クレ表示のあと、『ジパング』のネット局は各局のスポンサーの提クレを表示したあとに次のコーナー（新聞解説のキャスターによる「ここがポイント」）に移り、非ネット局は自社制作番組のスタジオの映像に切り替わる形だったが、1996年以降は提供クレジットの表式をカラー表示にし、コメントを廃止し後クレはニュースフラッシュ中に表示する形に変更した。
本番組以降、この枠のニュースは「NNNニュース○○」と、包含するワイド番組名から名づけられ続けている。

## 放送時間
以下の放送時間はすべてJST。
- 平日6:16.05 - 6:28（1992年4月 - 1996年3月）：理由は不明だが、『ジパング』ネット局では6:15.00に冒頭15分の各局のスポンサーの提クレを5秒間表示後、1分のスポット枠を挟んで開始していた。
- 平日6:14.30 - 6:22（1996年4月 - 2001年9月）：90秒短縮。

## キャスター
日本テレビアナウンサー
日本テレビ報道局キャスター
| 期間 | 期間       | 月曜 - 水曜  | 木曜・金曜   |
| --- | ---------- | ------------ | ------------ |
| 1992.3.30 | 1993.3.26  | 笹尾敬子1・2 | 笹尾敬子1・2 |
| 1993.3.29 | 1996.3.29  | 笹尾敬子1    | 石田昭彦1    |
| 1996.4.1 | 1999.4.2   | 小栗泉1      | 石田昭彦1    |
| 1999.4.5 | 1999.12.27 | 小栗泉1      | 高田元広1    |
| 2000.1.4 | 2001.3.30  | 高田元広1    | 庭野めぐみ1  |
| 2001.4.2 | 2001.9.28  | 近野宏明3    | 近野宏明3    |
| - 1 『ルックルックこんにちは』ニュースコーナーを兼務。 - 2 取材や勤務シフトの都合で不在の場合は石田昭彦が担当。 - 3 『レッツ!』ニュースコーナーを兼務。『NNNニュースSUPER』も続投。 |            |              |              |

## ネット局
| 放送対象地域  | 放送局                           | 系列                          | 放送曜日                                          | 備考                                                                       |
| ------------- | -------------------------------- | ----------------------------- | ------------------------------------------------- | -------------------------------------------------------------------------- |
| 関東広域圏    | 日本テレビ（NTV） NNN・NNS基幹局 | 日本テレビ系列                | 平日 6:16.05 - 6:28（JST） →6:14.30 - 6:22（JST） |                                                                            |
| 北海道        | 札幌テレビ（STV）                | 日本テレビ系列                | 平日 6:16.05 - 6:28（JST） →6:14.30 - 6:22（JST） |                                                                            |
| 青森県        | 青森放送（RAB）                  | 日本テレビ系列                | 平日 6:16.05 - 6:28（JST） →6:14.30 - 6:22（JST） |                                                                            |
| 岩手県        | テレビ岩手（TVI）                | 日本テレビ系列                | 平日 6:16.05 - 6:28（JST） →6:14.30 - 6:22（JST） |                                                                            |
| 宮城県        | ミヤギテレビ（MMT）              | 日本テレビ系列                | 平日 6:16.05 - 6:28（JST） →6:14.30 - 6:22（JST） |                                                                            |
| 秋田県        | 秋田放送（ABS）                  | 日本テレビ系列                | 平日 6:16.05 - 6:28（JST） →6:14.30 - 6:22（JST） | [ 6 ]                                                                      |
| 山形県        | 山形放送（YBC）                  | 日本テレビ系列                | 平日 6:16.05 - 6:28（JST） →6:14.30 - 6:22（JST） | 1993年3月まではテレビ朝日系列とのクロスネット局                            |
| 福島県        | 福島中央テレビ（FCT）            | 日本テレビ系列                | 平日 6:16.05 - 6:28（JST） →6:14.30 - 6:22（JST） |                                                                            |
| 山梨県        | 山梨放送（YBS）                  | 日本テレビ系列                | 平日 6:16.05 - 6:28（JST） →6:14.30 - 6:22（JST） |                                                                            |
| 新潟県        | テレビ新潟（TeNY）               | 日本テレビ系列                | 平日 6:16.05 - 6:28（JST） →6:14.30 - 6:22（JST） |                                                                            |
| 長野県        | テレビ信州（TSB）                | 日本テレビ系列                | 平日 6:16.05 - 6:28（JST） →6:14.30 - 6:22（JST） |                                                                            |
| 静岡県        | 静岡第一テレビ（SDT）            | 日本テレビ系列                | 平日 6:16.05 - 6:28（JST） →6:14.30 - 6:22（JST） |                                                                            |
| 富山県        | 北日本放送（KNB）                | 日本テレビ系列                | 平日 6:16.05 - 6:28（JST） →6:14.30 - 6:22（JST） |                                                                            |
| 石川県        | テレビ金沢（KTK）                | 日本テレビ系列                | 平日 6:16.05 - 6:28（JST） →6:14.30 - 6:22（JST） |                                                                            |
| 福井県        | 福井放送（FBC）                  | 日本テレビ系列 テレビ朝日系列 | 平日 6:16.05 - 6:28（JST） →6:14.30 - 6:22（JST） |                                                                            |
| 中京広域圏    | 中京テレビ（CTV）                | 日本テレビ系列                | 平日 6:16.05 - 6:28（JST） →6:14.30 - 6:22（JST） |                                                                            |
| 近畿広域圏    | 読売テレビ（ytv）                | 日本テレビ系列                | 平日 6:16.05 - 6:28（JST） →6:14.30 - 6:22（JST） |                                                                            |
| 鳥取県 島根県 | 日本海テレビ（NKT）              | 日本テレビ系列                | 平日 6:16.05 - 6:28（JST） →6:14.30 - 6:22（JST） |                                                                            |
| 広島県        | 広島テレビ（HTV）                | 日本テレビ系列                | 平日 6:16.05 - 6:28（JST） →6:14.30 - 6:22（JST） |                                                                            |
| 山口県        | 山口放送（KRY）                  | 日本テレビ系列                | 平日 6:16.05 - 6:28（JST） →6:14.30 - 6:22（JST） | 1993年9月まではテレビ朝日系列とのクロスネット局                            |
| 徳島県        | 四国放送（JRT）                  | 日本テレビ系列                | 平日 6:16.05 - 6:28（JST） →6:14.30 - 6:22（JST） | [ 9 ]                                                                      |
| 香川県 岡山県 | 西日本放送（RNC）                | 日本テレビ系列                | 平日 6:16.05 - 6:28（JST） →6:14.30 - 6:22（JST） |                                                                            |
| 愛媛県        | 南海放送（RNB）                  | 日本テレビ系列                | 平日 6:16.05 - 6:28（JST） →6:14.30 - 6:22（JST） | [ 10 ]                                                                     |
| 高知県        | 高知放送（RKC）                  | 日本テレビ系列                | 平日 6:16.05 - 6:28（JST） →6:14.30 - 6:22（JST） |                                                                            |
| 福岡県        | 福岡放送（FBS）                  | 日本テレビ系列                | 平日 6:16.05 - 6:28（JST） →6:14.30 - 6:22（JST） |                                                                            |
| 長崎県        | 長崎国際テレビ（NIB）            | 日本テレビ系列                | 平日 6:16.05 - 6:28（JST） →6:14.30 - 6:22（JST） |                                                                            |
| 熊本県        | くまもと県民テレビ（KKT）        | 日本テレビ系列                | 平日 6:16.05 - 6:28（JST） →6:14.30 - 6:22（JST） |                                                                            |
| 大分県        | テレビ大分（TOS）                | 日本テレビ系列 フジテレビ系列 | 平日 6:16.05 - 6:28（JST） →6:14.30 - 6:22（JST） | 1993年9月まではテレビ朝日系列とのクロスネット局                            |
| 鹿児島県      | 鹿児島テレビ（KTS）              | 日本テレビ系列 フジテレビ系列 | 平日 6:16.05 - 6:28（JST） →6:14.30 - 6:22（JST） | 放送開始から1994年3月31日まで 翌4月1日からフジテレビ系列フルネット局に移行 |
| 鹿児島県      | 鹿児島読売テレビ（KYT）          | 日本テレビ系列                | 平日 6:16.05 - 6:28（JST） →6:14.30 - 6:22（JST） | 1994年4月1日開局から 鹿児島テレビからネットを継承                          |